# 井上愛一郎
井上 愛一郎（いのうえ あいいちろう、1957年 - ）は日本の計算機科学者、技術者。元富士通常務理事、富士通フェロー、理化学研究所計算科学研究機構統括役。弟は音楽プロデューサーの井上慎二郎。

## 略歴
- 1957年 佐賀県藤津郡嬉野町（現・嬉野市）生まれ
- 1976年 神奈川県立湘南高等学校卒業[1]
- 1980年 東京大学工学部舶用機械工学科卒業、富士フイルム入社
- 1983年 富士通入社
- 2008年 同社 次世代テクニカルコンピューティング開発本部長
- 2009年 同社 常務理事
- 2012年 同社 フェロー
- 2013年 理化学研究所 計算科学研究機構 統括役
- 2017年 清風学園常勤顧問（現任）

## 表彰
- 2005年 経済産業省 第一回日本ものづくり大賞 優秀賞
- 2006年 財団法人新技術開発財団 市村産業賞貢献賞 最先端半導体テクノロジーを使用したサーバ用ハイエンドプロセッサの開発
- 2006年 社団法人発明協会 発明奨励賞 基幹サーバ用プロセッサの分岐予測制御技術 特許第3335379号
- 2011年 日経ビジネス 次代を創る100人
- 2011年 日経BP社 第10回日本イノベーター大賞 優秀賞(スーパーコンピュータ京開発チームで)
- 2012年 文部科学大臣表彰 科学技術賞 開発部門 スーパーコンピュータ技術の開発育成
- 2013年 「ハイエンドコンピュータを実現する高性能・高信頼CPU技術の開発」の業績により紫綬褒章[2]

## 来歴
1980年3月東京大学工学部舶用機械工学科卒業、同年4月富士写真フイルム株式会社（現：富士フイルム）入社、富士写真フイルム足柄工場で写真フィルム加工工程ラインの合理化に従事。ディスクフィルム（既になくなったが、当時110フィルムに替わるコンパクトカメラ向け新規格としてコダック社が提唱し、他社も追従）の短期製造キャッチアップを評価され、加工設備実用化グループの代表として昭和58年社長賞受賞（当時、富士写真フイルムの代表取締役社長は大西實氏）。同年、富士写真フイルム退社し、富士通株式会社入社（中途採用）し、それ以降長年にわたりコンピュータのCPUの設計に携わる。
1991年頃までM780（DIPS-11/45E, Amdahl5990, Amdahl5995Aを含む）の命令制御部の設計担当、具体的には、SIGP（CPU間通信）回路設計、VPインターフェイス仕様書執筆ならびに回路設計（VP400の後継で開発中止となったが、その後VP2000に引き継がれた）、アムダール社（Amdahl）向け（5990,5995A）のハードウェアインプリメント、仮想計算機機能（AVM/ESP）、IBM互換機能（ESA370の論理アドレス拡張ほか）、その後、情報システム事業本部本体事業部電算機第一技術部でM1900後継のハイエンドメインフレーム（ECLを使用、1993年に開発中止）の命令制御部のリーダとして方式検討から設計を担当した。代表的成果として分岐予測機構を考案（特許第3335379号「ブランチヒストリーを持つ命令実行処理装置」平成4年9月9日出願、開発中止のため後にGS8600で実施、平成18年12月2日社団法人発明協会より発明奨励賞受賞）。ハイエンドメインフレーム機をECLからCMOS移行推進し、GS8600の命令制御部の設計開発全般を担当して、ECL機で果たせなかった分岐予測機構を実現した。この他各種仕様書を整備、これらは現在もGSシリーズのメインフレームに、ほぼそのまま継承されている。
さらに、1995年から1996年にかけて、アムダール社向けOEMプロジェクト（Amdahl Millenniumシリーズ）再開にあたり、アムダール社の試験サポートを取りまとめを行なった。1996年からは、GS8800（1998年1月出荷）の命令制御部の設計開発全般を担当する傍ら、アムダール社のChaosプロジェクトの成果をもとに、アウト・オブ・オーダー実行方式の新方式を検討、1998年末完成、（アムダール社から1998年末出荷、日本国内向けはGS8800B）。この代表的な技術として、同期一括更新方式（アウト・オブ・オーダー実行の高性能と命令リトライを両立、特許第3469469号「情報処理方式」平成10年7月7日出願）ほかを考案し、また、このときに作ったアウト・オブ・オーダー実行方式は、富士通のその後の全てのメインフレームのCPUに適用され、さらに、富士通のSPARC64プロセッサ全てに適用された。（京 (スーパーコンピュータ)の心臓部のCPUであるSPARC64 VIIIfxも、その制御方式は、このときに確立された方式を適用している。）その後も、CPUアーキテクチャならびにCPU全体の設計開発を担当し、GS8900（1999年12月末アムダール社から出荷）のCPUを開発した。
しかし、1999年に富士通がアムダール社を通して行なってきた北米でのIBM互換ビジネス撤退とともに一旦CPUの開発は中止となった。しかし、2000年4月からHAL（北米の子会社）で行なっていたDenaliの開発不調の調査に乗り出し、その開発破綻のリカバリのために、SPARC64 V（開発コードZeus）の開発に取組み、富士通のUNIXサーバであるPRIMEPOWERに搭載して2003年出荷した。その後に、当時最先端の90nmCMOS半導体を使用しSPARC64 VをエンハンスしたSPARC64 V+を開発して2004年8月末出荷した。これを搭載したPRIMEPOWERはSPECjbbベンチマークなどで世界一性能を達成し、この開発により、後日、経済産業省より第一回日本ものづくり大賞優秀賞を受賞。翌平成18年4月28日財団法人新技術開発財団より市村産業賞貢献賞を受賞した。
これらの開発成果を通して、富士通のGSシリーズのメインフレーム、ならびに、UNIXサーバ用のCPU、全ての開発を担うこととなった。また、プロセッサ開発担当として、2002年末から米国Sun社との共通UNIXサーバ製品開発の交渉に参画、同時にこの製品向けのCPUの検討を開始し、2003年からSPARC64 VI（開発コードOlympus-C、デュアルコア）の開発に取り組んだ。SPARC64 VIは、世界共通ブランドのSPARC Enterprizeに搭載して2007年から出荷された。この間、同時に一旦開発中止したメインフレームのCPU開発に取組み、GS21-900として2007年に出荷を果たした。また、SPARC64 VII（開発コードJupiter、クアッドコア）の開発も2005年から着手し、JAXA向けスパコンFX-1に搭載し、2008年にJAXAスーパーコンピューターシステム（JSS）を完成させた。
また、SPARC64 VIIはSPARC EnterpriseにもSPARC64 VIをエンハンスする形で搭載し2008年に出荷した。更に、2006年は、SPARC64 VIIIfx（開発コードVenus、8コア）の開発にも着手し、このCPUは京 (スーパーコンピュータ)の心臓部となった。GS21-1600のCPUも同時に開発した。2007年7月１日に次世代テクニカルコンピューティング開発本部を富士通研究所とともに立上げ、技師長（プロセサ開発担当）兼LSI開発統括部長として、ICC（インターコネクトコントローラ）開発も同時に指揮した。2008年12月から次世代テクニカルコンピューティング開発本部長、2009年6月から富士通常務理事。2010年9月28日京 (スーパーコンピュータ)1号機をかほく市の富士通ITプロダクツの工場から出荷した。